# Brayan Jiménez Hernández
Brayan Jiménez Hernández (Ciutat de Guatemala, 8 de juny de 1954), més conegut com a Brayan Jiménez, és un odontòleg i dirigent esportiu guatemalenc. Va ser Comisionado Presidencial para el Deporte de Guatemala (2008 - 2012) i president de la Federació Nacional de Futbol de Guatemala (2008 - 2015).
A finals de 2015 va ser acusat de corrupció pel Departament de Justícia dels Estats Units en el conegut com a Cas Fifagate. El gener de 2016 va ser detingut a Guatemala i el març del mateix any va ser extradit als Estats Units i acusat de crim organitzat i blanqueig de diners. Va quedar en llibertat sota fiança d'1,5 milions de dòlars i arrest domiciliari a l'espera de judici. El 3 d'abril de 2017 va ser inhabilitat per la FIFA a perpetuïtat.
El 5 de febrer de 2019 va ser condemnat a dos anys de llibertat supervisada i 350.000 dòlars de multa. La jutgessa Pamela K. Chen va recomanar la devolució del seu passaport perquè pogués retornar a Guatemala.

## Trajectòria
Brayan Jiménez es va llicenciar en odontologia per la Universitat de San Carlos. Va iniciar-se en el món de l'esport optant a la presidència de la Federació Nacional de Futbol de Guatemala a les eleccions de 1999 i de 2003, però va ser derrotat pel candidat Mauricio Caballeros Palomo en ambdues ocasions.
Ho va tornar a intentar l'any 2005, però aquesta vegada va quedar per darrere del candidat Oscar Arroyo Arzú.
El 2008 va ser designat pel president de Guatemala, Álvaro Colom, com a Comisionado Presidencial del Deporte i, amb el suport del govern, el 7 de desembre de 2009 va ser elegit president de la Federació Nacional de Futbol de Guatemala (FENAFUTG), càrrec que va revalidar a les eleccions de 2013 derrotant a l'exfutbolista Dwight Pezarrossi. Brayan Jimenez també va ser membre del Comité para Fair Play y Responsabilidad Social de la Fifa.

## Fifagate
El 3 de desembre de 2015, Brayan Jiménez va ser un dels setze acusats addicionals per la justícia nord-americana en la segona gran relació d'implicats en el denominat Cas Fifagate. Se l'acusava dels delictes de crim organitzat i blanqueig de diners.
El 12 de gener de 2016, Brayan Jiménez va ser detingut per la Policia Nacional Civil de Guatemala.
El 1r de març de 2016, va ser extradit als Estats Units. Es va declarar no culpable i va ser deixat en llibertat, a l'espera de judici, sota fiança d'1,5 milions de dòlars i arrest domiciliari.
El 29 de juliol de 2016, Brayan Jiménez es va declarar culpable de conspiració per a delinquir i frau electrònic. Segons la fiscalia de Brooklyn (Nova York), Jiménez hauria acceptat centenars de milers de dòlars en suborns a canvi d'exercir la seva influència com a president de la FENAFUTG per adjudicar contractes a Media World, una empresa de màrqueting esportiu radicada a l'estat de Florida, pels drets dels partits classificatoris de la selecció de Guatemala per a les edicions dels Mundials de 2018 i 2022.
El 3 d'abril de 2017, el Comitè d'Ètica de la FIFA el va inhabilitar a perpetuïtat per a exercir qualsevol activitat relacionada amb el món del futbol per considerar-lo culpable d'haver infringit diversos articles del codi ètic de la Fifa.
El 5 de febrer de 2019, el Tribunal del Districte Oriental de Nova York (EDNY) va condemnar-lo pel temps servit a la presó, a dos anys de llibertat supervisada i a pagar 350.000 dòlars de multa. La jutgessa Pamela K. Chen va declarar, en anunciar la sentència, que aquesta hagués pogut ser més greu, però que la cooperació i el remordiment de Jiménez havien mitigat la pena i recomanava que se li retornés el passaport perquè pogués tornar a Guatemala.